# Mendes
Mendes (Μένδης) ist der griechische Name der altägyptischen Stadt Djedet (heute arabisch تل الربع Tall al-Rubˁ) im östlichen Nildelta.

## Geschichte
Es war die Hauptstadt des 16. Gaus (Hatmehit-Gau) von Unterägypten und Hauptstadt des alten Ägypten während der 29. Dynastie. Die Stadt lag am „mendesischen Nilarm“, der heute verschlammt ist, etwa 35 Kilometer östlich von Mansura. 
Der Ort ist heute einer der größten Ausgrabungsstätte im Nildelta und besteht aus dem Tell al-Rubˁ mit den Überresten des Haupttempels und der ägyptischen Siedlung und dem Tell Timai im Süden, wo sich die griechisch-römische Siedlung Thmuis befand. Mendes hat eine ungefähre Nord-Süd-Ausdehnung von drei Kilometern und erstreckt sich etwa 900 Meter von Ost nach West. 
Der frühere altägyptische Hauptgott von Mendes war der Widdergott Ba-neb-djedet. In der dritten Zwischenzeit sahen die Ägypter Hatmehit als seine Gemahlin an, die mit dem gemeinsamen Sohn Hor-pa-chered die Dreiheit von Mendes bildeten.